# تازه‌آباد رویبان
تازه‌آباد رویبان یا رویبان کوچک روستایی در دهستان حومه بخش مرکزی شهرستان گیلانغرب استان کرمانشاه ایران است. مردم این روستا  به زبان کردی "کلهری" سخن می گویند. و یکی از روستاهای زیبا شهرستان و حتی استان میباشد به خصوص در فصل بهار و ایام نوروز . همچنین رویبان کوچک در ایام نوروز پذیرای خیل عظیمی از مهمانان نوروزی میباشد. در نزدیکی روستا امامزاده قاضی وند قرار دارد که یکی از مکان های گردشگری و زیارتی روستا میباشد . آدرس تنها پیج اینستاگرامی روستا نیز در پایین آمده است:
https://instagram.com/ruibane_kuchak?igshid=YTQwZjQ0NmI0OA==

## جمعیت
بر پایه سرشماری عمومی نفوس و مسکن در سال ۱۳۹۵ جمعیت این روستا ۷۵ نفر (۲۶خانوار) بوده‌است. که در سال ۱۴۰۱ به ۱۱۵ نفر رسیده‌است